# Verdrag van Londen (1700)
Het Verdrag van Londen, overeengekomen op 25 maart 1700 en soms bekend als het Tweede Partitieverdrag, was een poging om het Eerste Partitieverdrag  na de dood van de nog zeer jonge Beierse erfprins Jozef Ferdinand van Beieren te herstellen. Dit overlijden had het Verdrag van Den Haag (1698) buiten werking gesteld.
Volgens het Verdrag van Den Haag zou Jozef Ferdinand van Beieren de troonopvolger van Karel II van Spanje zijn. De dood van Jozef Ferdinand in februari 1699 maakte het verdrag van oktober 1698 echter ongeldig.  
Het Tweede Partitieverdrag hield in dat de Spaanse kroon naar aartshertog Karel van Oostenrijk zouden gaan, terwijl de Spaanse bezittingen in Italië aan Frankrijk zouden toevallen. Engeland, Frankrijk  en de Verenigde Provincies stemden in met het verdrag. De keizer van het Duitse rijk was tegen omdat hij alle Spaanse bezittingen aan Oostenrijk wilde doen toevallen. 
De uitvoering van het verdrag zou het uiteenvallen van het Spaanse Rijk betekenen. De koning van Spanje, Karel II, zag er niets in. Hij wees in zijn testament, Filips V van Spanje (de tweede zoon van Lodewijk van Frankrijk, de grote dauphin, op dat moment de aangewezen opvolger van Lodewijk XIV) aan als zijn opvolger. 
Dit was de aanleiding voor de Spaanse Successieoorlog (1701-1714).